# Лу Андреас-Саломе
Лу Андреас-Саломе (Санкт Петербург, 12. фебруар 1861 — Гетинген, 5. јануар 1937) је била немачка филозофкиња руског порекла.

## Биографија
Рођена је у Санкт Петербургу као ћерка Густава фон Саломеа - генерала немачког порекла у служби цара Александра другог, и мајке Лујзе Вилм која је била Данкиња. Била је четврто дете и једина девојчица у породици. Мада је отац имао 57 година када се она родила, док је одрастала постала је веома блиска с њим. У њиховој кући се говорио немачки, француски и повремено руски. После очеве смрти у години њеног пунолетства, с мајком је отпутовала у Швајцарску и тамо се у Цириху уписала на универзитет, где је студирала филозофију, историју уметности и компаративну религију.
Мала „Лу“, како су је звали, је имала веће образовање него оно које је углавном било резервисано за жене њеног времена. Лу Саломе је била фасцинација за највеће мислиоце мушког пола њеног времена иако није припала никоме од њих.

### Сусрет са Ничеом
У 21. години је срела Фридриха Ничеа који тада има 38 и који током 1882. године доживљава своју једину стварну љубав. Исто одушевљење дели и Пол Ре, филозоф јеврејског порекла који јој је предлагао и брак.
Љубав троје интелектуалаца остаје ипак платонска. Оно што је заједничко за Лу и Ничеа је то да су обоје били покренути на размишљање о смрти Бога када су као деца доживели смрт својих очева. Пасионирана је хиндуизмом. Слабог је здравља и због тога често путује у Италију. Лу и Ниче ће провести три седмице у дискусији о филозофији.
Ниче у Лу види једно дете невероватно надареног, али у исто време неподношљиво. Напослетку је Елизабет Ниче, сестра филозофа, та која ће удаљити Лу од брата који јој то никада неће опростити. Ниче због тога пада у депресију и тада ће написати Тако је говорио Заратустра.

### Брак са Андреасом и веза са Рилкеом
Године 1887, када је имала 26, удала се за Карла Фридриха Андреаса због његове претње да ће извршити самоубиство ако не пристане на брак. Без икаквог интереса за тај брак, Лу ће остати у њему све до смрти свог мужа 1930, и задржаће касније његово презиме.
Живи живот пан-европског интелектуалног боема, непрестано путује и у контакту је са највећим мислиоцима свог времена. Пише и објављује.
1897, са 36 година, среће Рајнер Марију Рилкеа, који је 14 година млађи од ње и који ће се такође заљубити у њу. Одлазе на путовање у Русију 1900. године. Њихова веза трајаће три године, али дописиваће се читавог живота. Она је та која је променила његово име од Рене у Рајнер, и која је била његова инспирација.
Лу Андреас Саломе је написала романе: Рут (1895), Дете људи (1899), Родинка (1922); есеје о Ничеу, о Лаву Толстоју, о Рилкеу, о психоанализи, о феминизму. Такође је ауторка аутобиографије за коју је желела да буде објављена после њене смрти и чији је наслов Мој живот (1951)

### Пријатељица породице Фројд
Године 1911. упознала се са Зигмундном Фројдом током година настајања психоанализе. Лу Андреас-Саломе постаје пријатељица са Фројдовом ћерком љубимицом Аном Фројд.
Одржаваће везу дописујући се са њим из Беча и активно ће учествовати у разради главних концепата Фројдовог учења.
Умире у 76. години у Немачкој у којој доминира нацизам. Мада је желела да буде сахрањена у башти своје куће после кремације, жеља јој није могла бити испуњена, него јој је пепео положен у гробницу њеног мужа на гробљу у Гетингену.

## Дела
- Фигуре жена код Ибзена (1892).
- Фридрих Ниче кроз његова дела, 1894, есеји.
- Рут, 1895, аутобиографски роман.
- Дете људи, 1899, роман.
- Родинка, 1922, роман.
- Ђаво и његова баба (1922).
- Сат без Бога и остале приче за децу (1922).
- Отворено писмо Фројду за његов 75 рођендан, 1931.
- Мој живот“
- Са Аном Фројд : „У сенци оца : писма од 1919 до 1937"